# Stoffmenge
Die Stoffmenge (veraltet Molmenge oder Molzahl) mit dem Formelzeichen {\displaystyle n} ist eine Basisgröße im Internationalen Einheitensystem (SI) und gibt die Teilchenzahl einer Stoffportion an. Teilchen können hier Atome, Ionen, Moleküle, Formeleinheiten, Elektronen − generell: identische Zeilchen sein. Formelzeichen und Teilchenart X werden zusammen als nX oder n(X) angegeben.
Die SI-Einheit der Stoffmenge ist das Mol, eine SI-Basiseinheit. Eine Stoffmenge von {\displaystyle n=1\,\mathrm {mol} } enthält die durch die Avogadro-Konstante (NA = 6.02214076e23 mol−1) festgelegte Teilchenzahl. Die Avogadro-Konstante ist der Proportionalitätsfaktor zwischen der Stoffmenge und der Teilchenzahl NX:
{\displaystyle n_{\mathrm {X} }\cdot N_{\mathrm {A} }=N_{\mathrm {X} }}.

## Bedeutung
Stoffmenge und die daraus abgeleiteten Größen wie Stoffmengenkonzentration, Stoffmengenanteil und Stoffmengenverhältnis sind wichtig in der Stöchiometrie. Die Verwendung der Größe Stoffmenge verschiebt Betrachtungen chemischer Reaktionen vom atomaren bzw. molekularen Bereich auf wägbare Substanzmassen mit sehr hoher Teilchenzahl.
Für die Stoffmenge nX und die Masse mX einer Stoffportion eines Stoffes X und seine molare Masse MX gilt:
{\displaystyle n_{\mathrm {X} }={\frac {N_{\mathrm {X} }}{N_{\mathrm {A} }}}={\frac {m_{\mathrm {X} }}{M_{\mathrm {X} }}}}.
Da der Umrechnungsfaktor NA per Konvention vorgegeben ist, ist die Angabe einer Stoffmenge gleichbedeutend mit der Angabe einer Anzahl von Teilchen.
Der Vorteil der Angabe in Mol ist aber, dass „handliche“ Zahlenwerte auftreten, die sich leicht (durch „Kopfrechnen“) aus makroskopischer Wägung und Kenntnis der Atommasse bestimmen lassen.
Vom Ende des 19. Jahrhunderts bis zur SI-Reform von 2018 gab es einen weiteren, sehr bedeutsamen Vorteil: Während die absoluten Atommassen und somit die Avogadro-Konstante zunächst gar nicht und dann lange Zeit nur sehr ungenau bekannt waren, kannte man die relativen Atommassen weit besser. Die Maßeinheit „Mol“ selbst war durch die Teilchenzahl einer makroskopisch bestimmten Stoffmenge (ab 1960: 12 Gramm Kohlenstoff-12) definiert. Mit einer makroskopischen Massenbestimmung (Wägung) konnte man daher zwar nicht die absolute Zahl der Teilchen, wohl aber die Stoffmenge in Mol mit großer Genauigkeit bestimmen. Präzise Stöchiometrie wurde dadurch ermöglicht.  Mit der immer präziser werdenden Bestimmung von NA verlor dieser Vorteil an Bedeutung, und schließlich wies man NA bei der SI-Reform einen festen Zahlenwert zu.

## Berechnung der Stoffmenge

Der Zusammenhang zwischen Masse, Stoffmenge, Volumen und Teilchenanzahl.

Die Berechnung der Stoffmenge erfolgt

### … aus   der Masse
Die Berechnung aus der Masse ist über die oben angegebene Gleichung möglich.
Beispiel: Die molare Masse von Wasser beträgt 18 Gramm pro Mol. Damit entsprechen 9 g Wasser  einer Stoffmenge von 0,5 mol.
{\displaystyle n_{\mathrm {H_{2}O} }={\frac {m_{\mathrm {H_{2}O} }}{M_{\mathrm {H_{2}O} }}}=\mathrm {9\;g \over {18\;{g \over mol}}} =0{,}5\,\mathrm {mol} }

### … aus dem Volumen
Ein Mol eines idealen Gases nimmt bei Normbedingungen in Näherung ein Volumen von Vm = 22,4 l/mol ein. Dieses Volumen wird als molares Normvolumen (Molvolumen) bezeichnet. Die Stoffmenge ergibt sich unmittelbar aus dem Volumen.
Beispiel:  Wie viel Mol entsprechen 5 l Sauerstoff?
{\displaystyle n_{\mathrm {O_{2}} }={V_{\mathrm {O_{2}} } \over {V_{\mathrm {m} }}}={{5\,\mathrm {l} } \over {22{,}4{\mathrm {l \over mol} }}}=0{,}22\,\mathrm {mol} }

### … aus der Teilchenzahl
Da die Teilchenanzahl N proportional der Stoffmenge n ist, kann man aus der Anzahl der Teilchen die Stoffmenge berechnen.
Beispiel: Gegeben sind N = 1025 Teilchen.
{\displaystyle n={\frac {N}{N_{\mathrm {A} }}}={\frac {10^{25}}{6{,}022\,140\,76\cdot 10^{23}\;\mathrm {mol} ^{-1}}}\approx 16{,}605\;\mathrm {mol} }

### … aus der Konzentration
Da die Konzentration cX (mol/l) ein Konzentrationsmaß für Lösungen darstellt, das die Stoffmenge eines Stoffes X in Beziehung zum Volumen V der Lösung stellt, kann man diese auch auf die Stoffmenge zurückrechnen. 
Beispiel: Wie viel Mol Natriumchlorid befinden sich in 0,22 Liter einer 0,6-molaren NaCl-Lösung? 
{\displaystyle n_{\mathrm {NaCl} }=c_{\mathrm {NaCl} }\cdot V=0{,}6\;{\frac {\mathrm {mol} }{\mathrm {l} }}\cdot 0{,}22\;\mathrm {l} =0{,}132\;\mathrm {mol} }